# 刘恢 (赵王)
劉恢（？—前181年7月），劉邦的兒子，漢高祖十一年（西元前196年），受封梁王。
呂七年（公元前181年）正月，趙王劉友娶了呂后侄女，卻將她冷遇，呂后侄女遂誣告劉友意圖謀反，劉友便被幽禁餓死，同年二月，劉恢被改封為趙王，被迫娶呂產的女兒为王后，日夜監視劉恢的行動，使他不能隨意行動，而劉恢先前的寵妃被王后用毒酒殺死，劉恢因此悶悶不樂，又看到兄弟劉友的下場，很畏懼被妻誣告。劉恢作歌四章，讓樂人唱。前181年六月，劉恢殉情自殺。
吕后認爲劉恢因爲婦人而放棄宗廟禮儀，對他的舉動非常不滿，废除了他的封國，祭祀斷絕。漢文帝時諡為共王。

## 註解
1. ↑  班固. . . 詔曰：「擇可以為梁王、淮陽王者。」燕王綰、相國何等請立子恢為梁王，子友為淮陽王。
2. ↑  班固. . . 六月，赵王恢自杀。

| 前任： 彭越 | 西汉梁王 前196年—前181年 | 繼任： 呂產 |
| 前任： 刘友 | 西汉赵王 前181年         | 繼任： 呂祿 |